# Kento Yamazaki
Kento Yamazaki (山﨑 賢人 Yamazaki Kento?,  Itabashi, Tokio, 7 de septiembre de 1994) es un actor y modelo japonés. Debutó en 2010, con la agencia de talentos Stardust Promotion.

## Filmografía

### Televisión
| Año  | Título                                       | Personaje        | Cadena   | Notas                     | Ref   |  |
| ---- | -------------------------------------------- | ---------------- | -------- | ------------------------- | ----- |  |
| 2010 | Leregnomin ba Kento                          |                  | TV Asahi | Principal                 |       |  |
| 2010 | Clone Baby                                   | Jotaro           | TBS      | Principal                 |       |  |
| 2011 | Runaways: For Your Love                      | Panda            | TBS      | Secundario                |       |  |
| 2012 | Kuro no Onna Kyoshi                          | Yasuda Shunsuke  | TBS      | Secundario                |       |  |
| 2013 | 35-sai no Koukousei                          | Akutsu Ryo       | NTV      | Secundario                |       |  |
| 2014 | Team Batista 4: Raden Meikyu                 | Sakuranomiya Aoi | Fuji TV  | Principal                 |       |  |
| 2014 | Water Polo Yankees                           | Mifune Ryuji     | Fuji TV  | Principal                 |       |  |
| 2014 | Yowakutemo Katemasu                          | Kōki Ebato       | NTV      | Secundario                |       |  |
| 2015 | Mare                                         | Kontani Keita    | NHK      | Secundario, drama asadora |       |  |
| 2015 | Eternal Us Sea Side Blue                     | Nagata Taku      | NTV      | Principal                 |       |  |
| 2015 | Death Note                                   | L                | NTV      | Principal                 |       |  |
| 2016 | Suki na Hito ga iru koto                     | Kanata Shibasaki | Fuji TV  | Principal                 | [ 3 ] |  |
| 2017 | Rikuō                                        | Daichi Miyazawa  | TBS      |                           |       |  |
| 2018 | Todome no Kiss                               | Ōtarō Dōjima     | NTV      | Principal                 |       |  |
| 2018 | Guddo Dokuta (Good Doctor)                   | Shindo Minato    |          | Principal                 |       |  |
| 2020 | Alice in Borderland (Imawa no Kuni no Arisu) | Ryōhei Arisu     |          | Principal                 |       |  |

### Películas
| Año  | Título                                                                | Personaje          | Director         | Notas     | Ref         |
| ---- | --------------------------------------------------------------------- | ------------------ | ---------------- | --------- | ----------- |
| 2011 | Control Tower                                                         | Kakeru             | Takahiro Miki    | Principal |             |
| 2012 | Kirin no Tsubasa                                                      | Tatsuya Sugino     | Nobuhiro Doi     |           |             |
| 2012 | Another                                                               | Koichi Sakakibara  | Takeshi Furusawa | Principal |             |
| 2012 | The Chasing World 3                                                   | Suguru             | Mari Asato       | Principal |             |
| 2012 | The Chasing World 5                                                   | Suguru             | Mari Asato       |           |             |
| 2012 | Kyō, Koi o Hajimemasu                                                 | Nishiki Hasegawa   | Takeshi Furusawa |           |             |
| 2013 | Jinx!!!                                                               | Yusuke Nomura      | Naoto Kumazawa   |           |             |
| 2014 | L DK                                                                  | Shūsei Kugayama    | Taisuke Kawamura | Principal |             |
| 2015 | Heroine Shikkaku                                                      | Rita Terasaka      | Tsutomu Hanabusa | Principal |             |
| 2015 | Orange                                                                | Kakeru Naruse      | Kōjirō Hashimoto | Principal | [ 4 ]       |
| 2016 | Shigatsu wa Kimi no Uso                                               | Kōsei Arima        | Takehiko Shinjō  | Principal |             |
| 2016 | Ōkami Shōjo to Kuro Ōji                                               | Kyouya Sata        | Ryūichi Hiroki   | Principal |             |
| 2016 | Yo-kai Watch: Soratobu Kujira to Double no Sekai no Daibōken da Nyan! | King Enma          | Shinji Ushiro    |           |             |
| 2017 | One Week Friends                                                      | Yūki Hase          | Shōsuke Murakami | Principal |             |
| 2017 | JoJo's Bizarre Adventure: Diamond Is Unbreakable Chapter I            | Josuke Higashikata | Takashi Miike    | Principal | [ 5 ] [ 6 ] |
| 2017 | Saiki Kusuo no Psi-nan                                                | Kusuo Saiki        | Yūichi Fukuda    | Principal |             |
| 2017 | Hyouka: Forbidden Secrets                                             | Hōtarō Oreki       | Mari Asato       | Principal |             |
| 2018 | A Forest of Wool and Steel                                            | Naoki Tomura       | Kōjirō Hashimoto | Principal |             |
| 2019 | Ni no kuni                                                            | Yū                 | Yoshiyuki Momose | Principal |             |
| 2020 | Wotaku Koi wa Muzukashī                                               | Hirotaka Nifuji    | Yuichi Fukuda    | Principal | [ 7 ]       |
| 2020 | Theatre: A Love Story(película)                                       | Nagata             | Yukisada Isao    | Principal | [ 8 ]       |

### Álbumes de fotos
- Yamazaki Kento "You Are Here"(Genzaichi) (Wani Books, 27 de marzo de 2014) ISBN 9784847046292
- The Kentos[9] (Tokyo News Service, 17 de diciembre de 2014) ISBN 9784863364462

## Premios
| Año  | Premio                               | Categoría               | Resultado |
| ---- | ------------------------------------ | ----------------------- | --------- |
| 2016 | 39th Premios de la Academia Japonesa | Recién llegados del año | Ganador   |
| 2016 | 41st Hochi Film Award                | Mejor Artista Nuevo     | Nominado  |